# Vintage (album de Soolking)
Pour les articles homonymes, voir Vintage.
Albums de Soolking
Fruit du démon
(2018) Sans visa
(2022)
Singles
1. Bébé allô
Sortie : 8 novembre 2019
2. Meleğim (feat. Dadju)
Sortie : 7 février 2020
3. Maryline (feat. SCH)
Sortie : 21 février 2020
4. Ça fait des années (feat. Cheb Mami)
Sortie : 19 mars 2020
5. La Kichta (feat. Heuss l'Enfoiré)
Sortie : 30 mai 2020
6. Rockstar 2
Sortie : 10 septembre 2020
7. Tichy (feat. Sofiane)
Sortie : 3 octobre 2020
8. Jennifer (Remix) (feat. Lynda, Heuss l'Enfoiré, L'Algérino & Franglish)
Sortie : 18 décembre 2020

Vintage est le deuxième album studio solo du chanteur et rappeur algérien Soolking sorti le 20 mars 2020 sur le label Affranchis Music de Sofiane.

## Genèse
Le 8 novembre 2019, Soolking dévoile Bébé allô, premier extrait de son nouvel album qu’il n’avait pas encore confirmé.
Le 7 février 2020, il sort un nouvel extrait de son prochain album en collaboration avec Dadju intitulé Meleğim. À la fin du clip, il annonce la promotion d’un nouvel album.
Le 22 février 2020, il publie un nouvel extrait de l'album qui s'appelle Maryline, en collaboration avec le rappeur marseillais SCH. Le titre fait référence à la chanteuse hollywoodienne Marilyn Monroe.
Le double album est disponible en deux versions Glace et Feu ou Hiver et Été, compte 20 titres et est sorti le 20 mars 2020. L'album contient des collaborations avec les chanteurs et rappeurs Cheb Mami, Heuss l'Enfoiré, Dadju, Gambi, SCH, 13 Block, Jul, Kliff et l'artiste allemand Mero.
L'album est réédité sous le nom de Vintage Gear Fourth. En plus des 20 pistes initiales de Vintage, l'artiste a ajouté Rockstar 2, Tichy avec Fianso, San Diego et Comme jamais en compagnie d'Hamza et de Zed. Le nom de la réédition est une référence à One Piece, le Gear Fourth étant une transformation utilisée par Monkey D. Luffy.
Le 21 février 2020, Soolking figurait sur le titre Jennifer, issu de l'album DNA du rappeur Tunisien Ghali qui apparait sur la réédition de l'album.
Le 18 décembre 2020, il dévoile le remix de la chanson avec Lynda, Heuss l'Enfoiré, L'Algérino et Franglish accompagné d'un clip sorti le lendemain,,.

## Clips vidéo
- Meleğim (feat. Dadju) : 7 février 2020
- Maryline (feat. SCH) : 22 février 2020
- Ça fait des années (feat. Cheb Mami) : 19 mars 2020
- La Kichta (feat. Heuss l'Enfoiré) : 30 mai 2020
- Rockstar 2 : 10 septembre 2020
- Tichy (feat. Sofiane) : 3 octobre 2020
- Jennifer (Remix) (feat. Lynda, Heuss l'Enfoiré, L'Algérino et Franglish) : 19 décembre 2020

## Accueil commercial
Soolking prend la troisième place du Top Albums la semaine de sortie de son projet qui s'est écoulé à 6 506 exemplaires (427 en téléchargement et 6 503 en streaming). En août 2020, l'album est certifié disque d'or en atteignant les 50 000 ventes.
En juillet 2021, soit 1 an et 4 mois après sa sortie, l'album est certifié disque de platine avec plus de 100 000 exemplaires vendus.

## Liste des pistes
| Feu ou Été | Feu ou Été                           | Feu ou Été                | Feu ou Été        | Feu ou Été | Feu ou Été | Feu ou Été | Feu ou Été | Feu ou Été | Feu ou Été |
| No         | Titre                                | Auteur                    | Compositeur(s)    | Durée      |            |            |            |            |            |
| ---------- | ------------------------------------ | ------------------------- | ----------------- | ---------- | ---------- | ---------- | ---------- | ---------- | ---------- |
| 1.         | Marbella                             | Soolking                  | Nass Brans        | 2:24       |            |            |            |            |            |
| 2.         | Ça fait des années (feat. Cheb Mami) | Soolking, Cheb Mami       | Zak Cosmos        | 3:55       |            |            |            |            |            |
| 3.         | Dangereuse                           | Soolking                  | MB                | 3:04       |            |            |            |            |            |
| 4.         | La kichta (feat. Heuss l'Enfoiré)    | Soolking, Heuss l'Enfoiré | MB                | 2:32       |            |            |            |            |            |
| 5.         | Meleğim (feat. Dadju)                | Soolking, Dadju           | Nyadjiko          | 3:40       |            |            |            |            |            |
| 6.         | Solo                                 | Soolking                  | MB                | 2:56       |            |            |            |            |            |
| 7.         | Wahda                                | Soolking                  | DIIAS             | 2:47       |            |            |            |            |            |
| 8.         | Chihuahua (feat. Gambi)              | Soolking, Gambi           | Genjutsu Beats    | 2:33       |            |            |            |            |            |
| 9.         | Business                             | Soolking                  | HKey Beats        | 2:35       |            |            |            |            |            |
| 10.        | Love                                 | Soolking                  | Zak Cosmos, Bad'm | 2:59       |            |            |            |            |            |
| 29:25      |                                      |                           |                   |            |            |            |            |            |            |

| Glace ou Hiver | Glace ou Hiver           | Glace ou Hiver       | Glace ou Hiver | Glace ou Hiver | Glace ou Hiver | Glace ou Hiver | Glace ou Hiver | Glace ou Hiver | Glace ou Hiver |
| No             | Titre                    | Auteur               | Compositeur(s) | Durée          |                |                |                |                |                |
| -------------- | ------------------------ | -------------------- | -------------- | -------------- | -------------- | -------------- | -------------- | -------------- | -------------- |
| 1.             | Corbeau                  | Soolking             | Zeg P          | 2:36           |                |                |                |                |                |
| 2.             | Folie                    | Soolking             | DIIAS          | 2:51           |                |                |                |                |                |
| 3.             | Billie Holiday           | Soolking             | Nass Brans     | 3:49           |                |                |                |                |                |
| 4.             | Maryline (feat. SCH)     | Soolking, SCH        | DIIAS          | 3:22           |                |                |                |                |                |
| 5.             | Vida Loca 2              | Soolking             | AriBeatz       | 3:11           |                |                |                |                |                |
| 6.             | On ira (feat. 13 Block)  | Soolking, Zed, Stavo | Nass Brans     | 3:50           |                |                |                |                |                |
| 7.             | Who's Bad                | Soolking             | MB             | 3:20           |                |                |                |                |                |
| 8.             | CNLZ (feat. Jul & Kliff) | Soolking, Jul, Kliff | DIIAS          | 3:41           |                |                |                |                |                |
| 9.             | Hayati (feat. Mero)      | Soolking, Mero       | AriBeatz       | 2:29           |                |                |                |                |                |
| 10.            | Douleur                  | Soolking             | MB             | 3:00           |                |                |                |                |                |
| 32:09          |                          |                      |                |                |                |                |                |                |                |

### Réédition
| Vintage Gearforth | Vintage Gearforth                                                       | Vintage Gearforth                                       | Vintage Gearforth | Vintage Gearforth | Vintage Gearforth | Vintage Gearforth | Vintage Gearforth | Vintage Gearforth | Vintage Gearforth |
| No                | Titre                                                                   | Auteur                                                  | Compositeur(s)    | Durée             |                   |                   |                   |                   |                   |
| ----------------- | ----------------------------------------------------------------------- | ------------------------------------------------------- | ----------------- | ----------------- | ----------------- | ----------------- | ----------------- | ----------------- | ----------------- |
| 1.                | Rockstar 2                                                              | Soolking                                                | Chefi             | 2:44              |                   |                   |                   |                   |                   |
| 2.                | Tichy (feat. Sofiane)                                                   | Soolking, Sofiane                                       | AriBeatz          | 2:39              |                   |                   |                   |                   |                   |
| 3.                | San Diego                                                               | Soolking                                                | AriBeatz          | 3:00              |                   |                   |                   |                   |                   |
| 4.                | Comme jamais (feat. Zed & Hamza)                                        | Soolking, Zed, Hamza                                    | DIIAS             | 3:43              |                   |                   |                   |                   |                   |
| 5.                | Jennifer (feat. Ghali)                                                  | Soolking, Ghali                                         | MB                | 2:42              |                   |                   |                   |                   |                   |
| 6.                | Jennifer (Remix) (feat. Lynda, Heuss l'Enfoiré, L'Algérino & Franglish) | Soolking, Lynda, Heuss l'Enfoiré, L'Algérino, Franglish | MB                | 4:17              |                   |                   |                   |                   |                   |
| 1:20:39           |                                                                         |                                                         |                   |                   |                   |                   |                   |                   |                   |

## Titres certifiés en France
- La Kichta (feat. Heuss l'Enfoiré)  Or[18]
- Meleğim (feat. Dadju)  Diamant[19]

## Classements et certifications

### Classements hebdomadaires
| Classements (2020-2021)       | Meilleure position |
| ----------------------------- | ------------------ |
| France (SNEP)                 | 3                  |
| Belgique (Wallonie Ultratop)  | 5                  |
| Belgique (Flandre Ultratop)   | 31                 |
| Suisse (Schweizer Hitparade)  | 12                 |
| Suisse (Charts Romandie)      | 14                 |
| Pays-Bas (Mega Album Top 100) | 38                 |
| Allemagne (Media Control AG)  | 71                 |

### Ventes et certifications
| Région                                                                                                 | Certification | Ventes/Streams |
| --- | ------------- | -------------- |
| France (SNEP)                                                                                          | Platine       | 100 000*       |
| *Ventes selon la certification ^Mise en rayon selon la certification xNon précisé par la certification |               |                |